# شهرستان داوز (نبراسکا)
شهرستان داوز، نبراسکا (به انگلیسی: Dawes County, Nebraska) یک سکونتگاه مسکونی در ایالات متحده آمریکا است که در نبراسکا واقع شده‌است.

## خصوصیات
شهرستان داوز ۳٬۶۲۸٫۵۹ کیلومترمربع مساحت دارد.